# Mapania ferruginea
Mapania ferruginea är en halvgräsart som beskrevs av Henry Nicholas Ridley. Mapania ferruginea ingår i släktet Mapania och familjen halvgräs. IUCN kategoriserar arten globalt som sårbar. Inga underarter finns listade i Catalogue of Life.